# Barkowo (województwo zachodniopomorskie)
Barkowo – osada północno-zachodniej w Polsce, położona w województwie zachodniopomorskim, w powiecie gryfickim, w gminie Gryfice, przy południowej części wzniesienia Wiatrogóra.
W latach 1946–1998 miejscowość administracyjnie należała do województwa szczecińskiego.
We wsi znajduje się kościół filialny pw. Chrystusa Króla, należący do parafii w Mechowie.

## Samorząd mieszkańców
Gmina Gryfice utworzyła jednostką pomocniczą – "Sołectwo Barkowo". Organem uchwałodawczym sołectwa jest zebranie wiejskie, na którym mieszkańcy wspólnie wybierają sołtysa. Działalność sołtysa wspomaga jest rada sołecka, która liczy od 3 do 7 osób – w zależności jak ustali wyborcze zebranie wiejskie.

## Zabytki
- park dworski, XVIII-XIX, nr rej.: A-1561z 26.09.1979, pozostałość po dworze